# François Affolter
François Jacques Affolter (Biel, 1991. március 13. –) svájci labdarúgó.

## Pályafutása
Affolter 2008. szeptember 14-én 17 éves korában debütált a Young Boys csapatában. Az ezt megelőző időszakban a klub U18-as csapatában játszott. 2008 nyarán csatlakozott az első csapat keretéhez, ahol Vladimir Petković folyamatosan megadta neki a játéklehetőséget. 2008 decemberében aláírta az első profi szerződését. 2012-ben kölcsönadták a német Werder Bremennek. 2014-ben elhagyta nevelőegyesületét és a Luzern csapatához igazolt. 2017. július 21-én a Major League Soccerben szereplő San Jose Earthquakes labdarúgója lett. Első mérkőzését augusztus 9-én játszotta új csapatában a kupában a Sporting Kansas City ellen. Az MLS-ben augusztus 12-én a Houston Dynamo ellen debütált.